# 6446 Lomberg
A 6446 Lomberg (ideiglenes jelöléssel 1990 QL) egy marsközeli kisbolygó. Eleanor F. Helin fedezte fel 1990. augusztus 18-án.